# 渭水水库
渭水水库是中国湖北省襄阳市襄州区境内的一座水库，位于汉江支流渭水河上，建于1964年。水库正常库容为900万立方米，集雨面积为167平方千米，海拔为74.3米。